# Jean-Chrétien Fischer
Johann Christian Fischer, in francese Jean-Chrétien Fischer (Stoccarda, 17 gennaio 1713 – Kassel, 1º luglio 1762), è stato un militare tedesco al servizio del Regno di Francia.
Suo fu il merito di aver creato il corpo dei cacciatori a cavallo, specialità della cavalleria in attività fino alla metà del XX secolo.

## Biografia
Inizialmente scudiere di un ufficiale dell'Esercito francese durante l'assedio di Praga, si distinse per il suo valore al punto di ottenere il comando di un'unità interamente plagiata da lui. Questa concessione avvenne per merito del generale Fouquet del Belle-Isle, che venuto a conoscenza dell'eroica resistenza di un gruppo di scudieri a diverse unità di Ussari ungheresi intenti a sottrarre loro i cavalli, concesse al loro capo l'arruolamento dei suoi compagni e la costituzione di una nuova unità dell'Esercito reale francese: i cacciatori a cavallo.

Distintosi per la sua grande capacità organizzativa e logistica, combatté nella guerra dei sette anni ottenendo diversi successi, al punto di ottenere la promozione al grado di brigadiere per il coraggio dimostrato durante la battaglia di Bergen.
 Con le sue unità combatté in Alsazia, a Lauffeldt e Bergen-op-Zoom.
 Raggiunse la fama definitivamente solo nella battaglia di Kloster Kampen, nel 1760. Dopo aver rassegnato le proprie dimissioni al conte di Conflans nel 1761, continuò comunque a combattere con i suoi cacciatori a cavallo con il grado di tenente colonnello. Morì nel 1762.